# 王然迪
王然迪（1991年5月31日—），辽宁大连人，中国女子游泳运动员。
2008年北京奥运会中国体育代表团成员，主攻蛙泳。
注册单位是解放军游泳队，原输送单位是辽宁省游泳队，是解放军双计分运动员。

## 运动经历
- 2001年 辽宁省游泳运动中心 教练樊悦
- 2006年 教练韩冰岩

## 主要成绩
- 2007年 全国游泳锦标赛 50米蛙泳 第四名
- 2007年 全国游泳锦标赛 100米蛙泳 第五名